# 希普冰川
希普冰川（英語：Heap Glacier）是南極洲的冰川，位於奧次地，全長19公里，最終在亨利山以東注入馬洛克冰川，美國地質調查局根據測量和該國海軍的空中照片繪入地圖，現時由南極條約體系管理。